# Vstup Maďarska do Evropské unie
K vstupu Maďarska do Evropské unie došlo dne 1. května 2004. Šlo o dosud největší rozšíření Evropské unie, kdy k ní přistoupilo též Česko, Estonsko, Kypr, Litva, Lotyšsko, Malta, Polsko, Slovensko a Slovinsko.
Vstupu Maďarska do EU předcházelo referendum, ve kterém se 45,62 % obyvatel vyslovilo 83,76% většinou pro vstup.